# Shimmy
Shimmy is een snelle oscillatie van het stuurbare wiel van een voertuig. Shimmy komt vooral voor bij voertuigen met slechts één stuurbaar voorwiel. Voertuigen die last kunnen hebben van shimmy zijn: fietsen, motorfietsen en vliegtuigen met neuswielbesturing. Auto's hebben veel minder vaak last van shimmy.

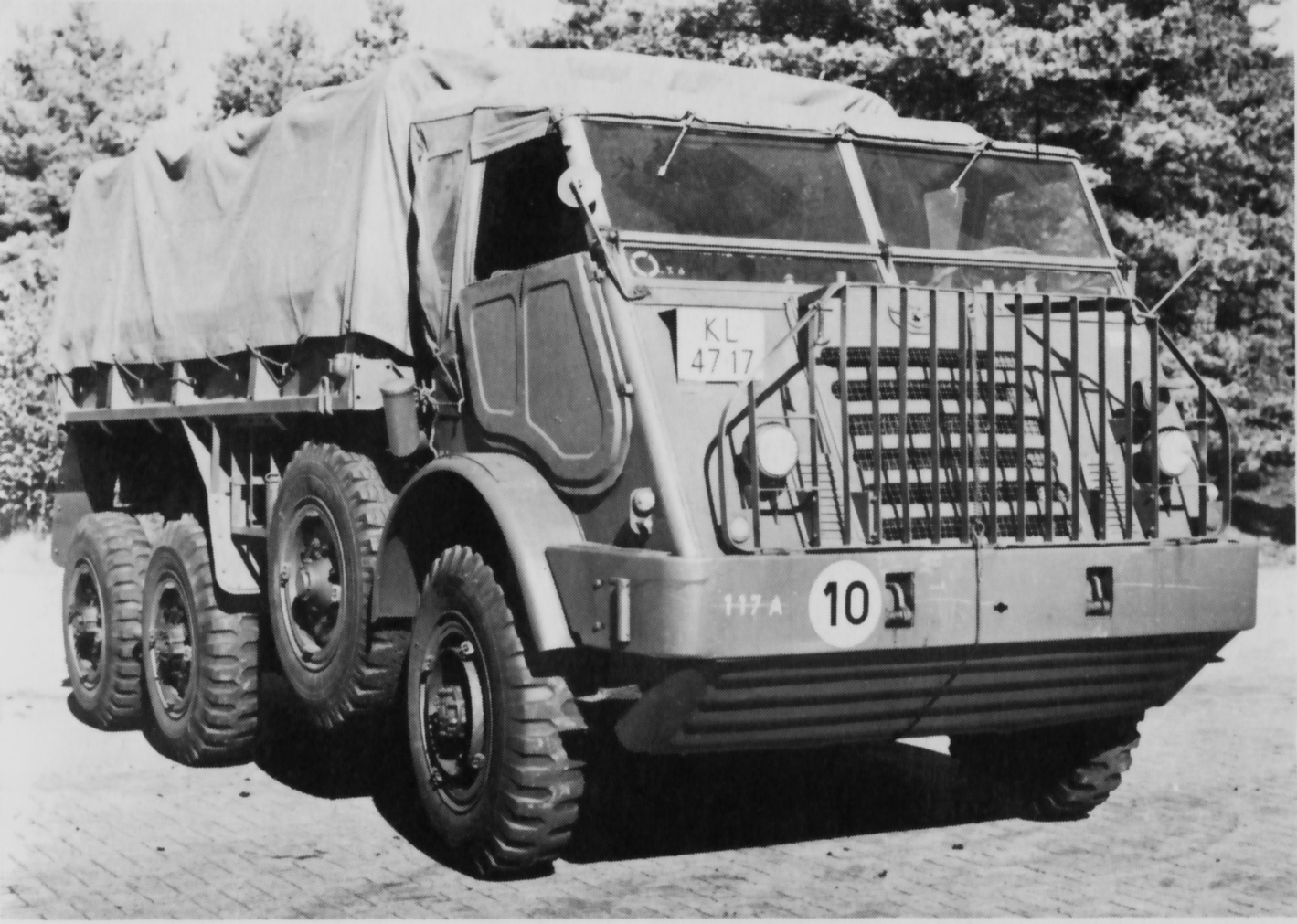
De DAF YA-328 had met zijn terreinbanden last van shimmy boven 70 km/uur.

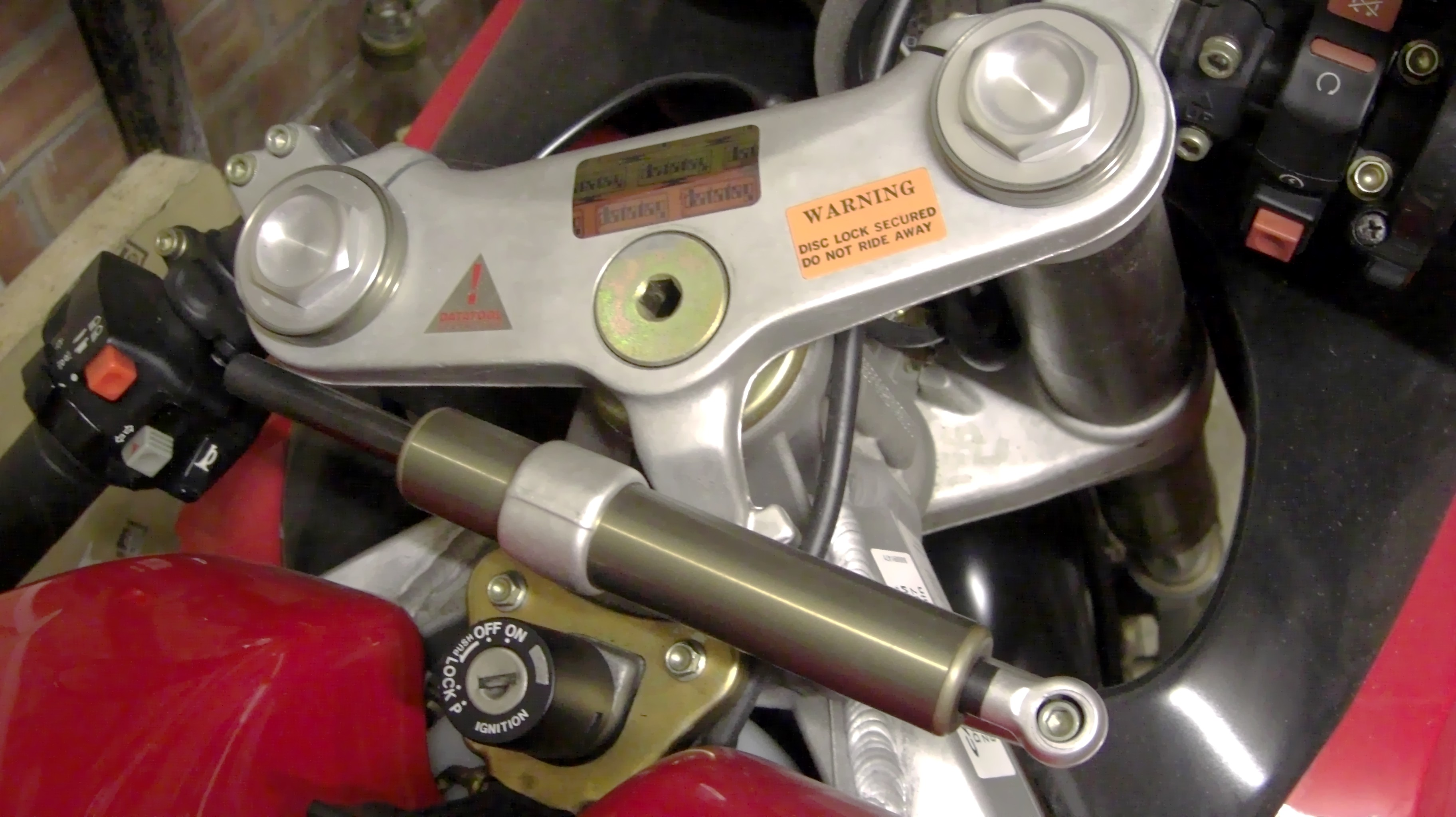
Een stuurdemper vermindert de kans op shimmy (bij motorfietsen meestal wobble genoemd).

## Verschillende voertuigen
- Bij motorfietsen doet dit verschijnsel zich in het algemeen voor bij snelheden tussen 50 en 80 km/uur en wordt meestal veroorzaakt door een (geringe) onbalans in het voorwiel. Het kan worden versterkt door bv. het monteren van een topkoffer of door een versleten achterband. Een typische frequentie is 10 Hz.
- Bij auto's kan shimmy ook verschillende oorzaken hebben, die elkaar kunnen versterken. Het komt voor bij oudere (klassieke) voertuigen met een uitgebreide stuurinrichting (indirecte besturing), vooral als hier te veel speling in zit. Bij terreinauto's kan het ook komen door ouderwetse terreinbanden die op de verharde weg worden gebruikt of door klonten gedroogde modder of klei in de binnenkant van de velg(en).

## Ontstaan
Het shimmy-effect ontstaat wanneer het vrij draaiende wiel van een voertuig door een externe factor voor korte tijd een kracht in één bepaalde richting mee krijgt. Door de nog altijd rechtuit gaande beweging van het voertuig ontstaat er een kracht op het wiel, terug naar het centrum. Bij te weinig wieldruk zal het wiel doorslaan naar de andere kant, waar het effect zich herhaalt in de omgekeerde richting. Shimmy zal dus vooral ontstaan als er relatief weinig gewicht op het bestuurbare voorste wiel staat. Dit is bijvoorbeeld het geval bij een snel optrekkende motor of een vliegtuig in de landing. Soms stopt het shimmyen als de snelheid iets wordt verhoogd.

## Oplossingen
Tegenwoordig zijn veel vliegtuigen met een bestuurbaar neuswiel uitgerust met een zogenaamde shimmy-demper. Deze dempt de krachten op het neuswiel waardoor elke uitslag uit het centrum wordt gecorrigeerd met een die: te klein is om het wiel door te laten slaan naar de tegenoverliggende zijde of op zijn minst zorgt voor een kleinere uitslag naar de tegenovergestelde zijde.